# Fontaine-le-Dun
Fontaine-le-Dun é uma comuna francesa na região administrativa da Normandia, no departamento de Sena Marítimo. Estende-se por uma área de 5,34 km². Em 2010 a comuna tinha 918 habitantes (densidade: 171,9 hab./km²).